# La Renaudière
La Renaudière ist eine Ortschaft und eine Commune déléguée in der französischen Gemeinde Sèvremoine mit 1.029 Einwohnern (Stand 1. Januar 2022) im Département Maine-et-Loire in der Region Pays de la Loire. 
Mit Wirkung vom 15. Dezember 2015 wurden die Gemeinden Le Longeron, Montfaucon-Montigné, La Renaudière, Roussay, Saint-André-de-la-Marche, Saint-Crespin-sur-Moine, Saint-Germain-sur-Moine, Saint-Macaire-en-Mauges, Tillières sowie Torfou zu einer Commune nouvelle mit dem Namen Sèvremoine zusammengelegt. Die Gemeinde La Renaudière gehörte zum Arrondissement Cholet sowie zum Kanton Saint-Macaire-en-Mauges.

## Geografie
La Renaudière liegt etwa 22 Kilometer westnordwestlich von Cholet in der Landschaft Mauges. 
Die Verkehrserschließung erfolgt durch die Route nationale 249. 

## Bevölkerungsentwicklung
| Jahr                      | 1962 | 1968 | 1975 | 1982 | 1990 | 1999 | 2006 | 2013 |
| Einwohner                 | 835  | 864  | 819  | 772  | 777  | 791  | 958  | 989  |
| Quelle: Cassini und INSEE |      |      |      |      |      |      |      |      |

## Sehenswürdigkeiten
Im Gebiet von La Renaudière befinden sich drei eindrucksvolle Menhire (bei den kleineren Ortschaften Normandeau, Charbonneau und La Bretaudière).

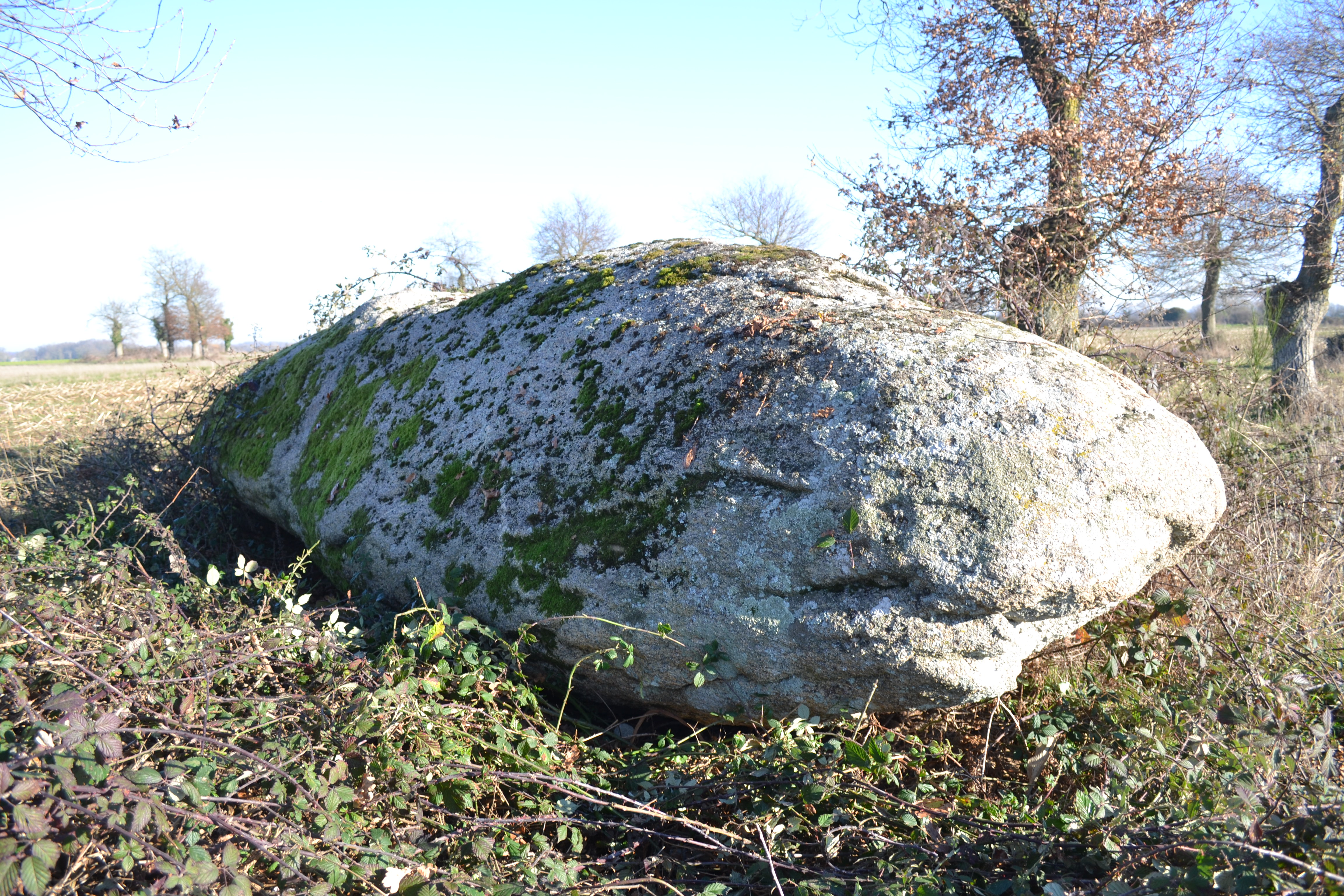
Menhir du Moulin à vent von Normandeau
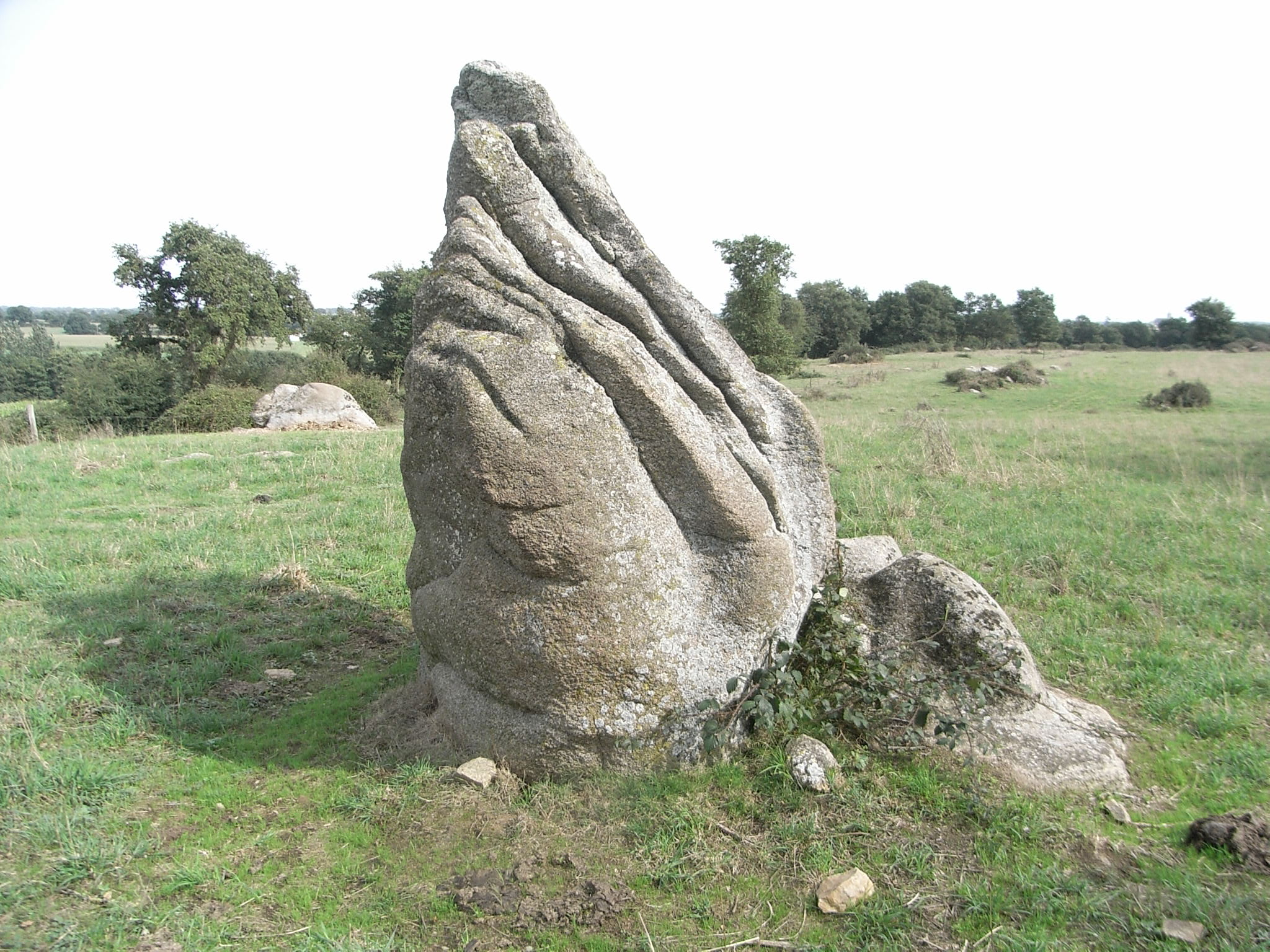
Menhir bei Charbonneau
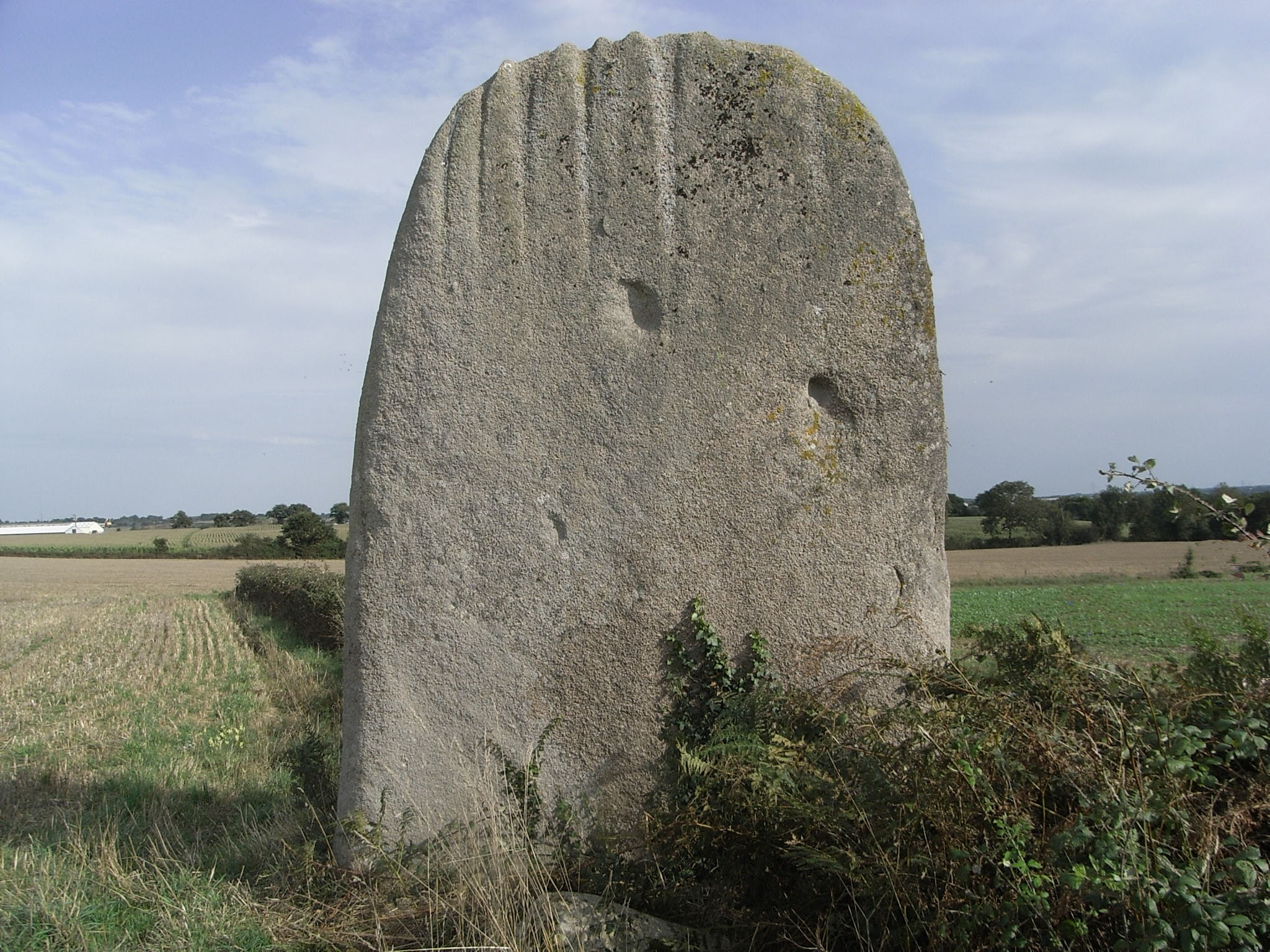
Pierre levée de La Bretaudière